# Comunità Teatrale Emilia Romagna
La Comunità Teatrale Emilia Romagna è stata una  compagnia italiana attiva dal 1968, fondata e gestita in forma cooperativa da attori e registi quali Edmonda Aldini, Francesca Benedetti, Giancarlo Cobelli, Duilio Del Prete, Virginio Gazzolo e Roberto Guicciardini.

## Storia
Figlia delle pulsioni sociali e politiche, e delle istanze ideali e culturali dell'Italia di quegli anni, nacque a Modena e debuttò nella stagione 1968-1969 con  Gli uccelli di Aristofane, regia di Giancarlo Cobelli, interpretato da una lunga schiera di attori comprendente Aldini, Benedetti, il futuro regista Massimo Castri e Gazzolo.
Nella rivista Il Dramma viene ricordato che la formazione « nasce da un'esperienza di attivazione di circuiti teatrali periferici, pensata in collaborazione con i teatri a gestione pubblica della regione (che sono teatri di distribuzione e non di produzione). » 
Altro articolo dello stesso numero del mensile le attribuisce meriti quali « giustezza dei suoi propositi, spirito di abnegazione, tenacia nel difendere una causa impopolare come quella dell'educazione teatrale a tutti i livelli, portando il teatro dove questo non è mai arrivato né arriverebbe mai, senza un capovolgimento dei sistemi tradizionali. »
Da parte loro, i protagonisti dell'esperienza, per bocca di Massimo Castri, si descrivevano così: «La Comunità non è soltanto una nuova struttura operativa teatrale creata da un gruppo di attori, è anche un gruppo di attori che vuole rinnovarsi attraverso una nuova struttura teatrale »; una «esperienza di autogestione», precisava Gazzolo, per rompere «gli schemi gerarchici della produzione culturale, della subordinazione dell’operatore e del lavoratore teatrale (in particolare dell’attore) alle norme istituzionali», mettendo «il lavoratore teatrale» stesso «in condizioni di operare con piena responsabilità. »
Due le direttive fondamentali sulle quali si articolava la gestione della cooperativa: « la partecipazione diretta del pubblico alle scelte programmatiche e di politica culturale, e il ricercare nuovi possibili spettatori, proprio negli ambienti finora nemmeno sfiorati dalle compagnie teatrali. »
In effetti la Comunità Teatrale Emilia Romagna portò i propri allestimenti in spazi non convenzionali, come aule magne e palestre di scuole, dopolavoro ferrovieri, ma anche nell'allora ospedale psichiatrico di Reggio Emilia, « dove i degenti hanno seguito con ammirevole attenzione il dramma, partecipando anche a un improvvisato dibattito con gli attori. »

## Componenti
La formazione ebbe un organico che andava dai 20 ai 35 componenti: oltre a tutti quelli già citati, ne fecero parte anche Carla Cassola, Vittorio Ciccocioppo, Amos Davoli, Marco Gagliardo, Cesare Gelli, Graziano Giusti, Carlo Montagna, Ugo Maria Morosi, Lisa Pancrazi, Giulio Pizzirani e altri ancora. 

## Cinema
La compagnia figura anche fra gli interpreti del film I cannibali di Liliana Cavani, dove viene citata collettivamente « gli attori della Comunità Teatrale Emilia Romagna. »

## Allestimenti
Elenco parziale degli spettacoli prodotti dalla Comunità Teatrale Emilia Romagna
- Gli uccelli, di Aristofane, regia di Giancarlo Cobelli, 1968
- Woyzeck, di Georg Buchner, regia di Giancarlo Cobelli, 1969
- Il precettore, di Bertolt Brecht da Der Hofmeister di  Reinhold Lenz, regia di Roberto Guicciardini, 1969
- Uomo-massa, di Ernst Toller, regia di Roberto Guicciardini, 1969
- La vita è sogno, di Pedro Calderón de la Barca, regia di Roberto Guicciardini, 1970